# Wilhelm Bittrich
Wilhelm Bittrich (26. februar 1894 – 19. april 1979) var Obergruppenführer (rang af General) i det tyske SS og Waffen-SS General under 2. verdenskrig, og spillede en ledende rolle under Operation Market Garden.
- Wikimedia Commons har flere filer relateret til Wilhelm Bittrich